# الکس گیبنی
الکس گیبنی (انگلیسی: Alex Gibney؛ زادهٔ ۲۳ اکتبر ۱۹۵۳) یک کارگردان، فیلم‌نامه‌نویس و تهیه‌کننده اهل ایالات متحده آمریکا است. وی از سال ۱۹۸۰ میلادی تاکنون مشغول فعالیت بوده‌است. فیلم او تاکسی به سوی تاریکی، برنده جایزه اسکار بهترین فیلم مستند شده است. وی همچنین برنده جوایزی همچون جایزه امی شده است.